# BBP Arkitekter
BBP Arkitekter er en dansk tegnestue beliggende i Indre By i København. Tegnestuen blev stiftet i 1992 og er i dag ejet og ledet af Eva Jarl Hansen, Lise Sehested og Ebbe Wæhrens. Tegnestuen modtog i 2023 Nykredits Fonds Arkitekturpris.
De fleste af tegnestuens opgaver er vundet i arkitektkonkurrencer.

## Udvalgte byggerier
Tegnestuen har blandt andet tegnet følgende projekter:
- 1994: Neue Messe München (de)
- 1999: U-Bahnhof Messestadt West (de), München
- 2000: Livreddertårnet, Trygfonden [2]
- 2001: Ceres Park & Arena, Aarhus
- 2002: Sorø Akademi, Skjalm Hvide
- 2006: Korsgadehallen, Nørrebro [3]
- 2006: Nyboder Multihal, København
- 2008: Fuglsang Kunstmuseum, Lolland (I samarbejde med Tony Fretton Architects)
- 2010: Tietgens Ærgrelse, Store Kongensgade 84 (I samarbejde med Tony Fretton Architects) [4]
- 2014: Toldbodgade 13 / Trollbeads House, København [5]
- 2017: ECV Multihal, København (tilbygning til Voldparken Skole af Kay Fisker)
- 2018: Telefonfabrikken, Gladsaxe [6]
- 2020: Tidsmaskinen, København [7]
- 2021: Ny Skole i Kødbyen, København (I samarbejde med Nord Architects) [8]
- 2022: Trinity Quarter / 25h Indre By, København [9]
- 2022: Børnehusene Grønnegården & Egedammen, Gladsaxe [10]
- 2024: Runavík Vandkulturhus, Færøerne [11]

## Udstillinger
- 2005 - 2006: MoMA - ‘SAFE: Design Takes On Risk’[12]
- 2020 - 2021: DAC - Dansk Arkitektur Center - HELLO DENMARK [13]